# Energiecontrolling
Ziel des Energiecontrollings ist es, durch kontinuierliche Beobachtung geeigneter Größen den Energieverbrauch zu begrenzen. Der Zielverbrauch hängt dabei von der Nutzungsintensität sowie der Gebäude- und Anlagenqualität ab.
Bei der Auswahl und Aufnahme geeigneter Messgrößen ist grundsätzlich zwischen dem Verbrauchs- und Betriebsdatencontrolling zu unterscheiden. Beim Verbrauchsdatencontrolling kann man die Energieverbräuche sowohl manuell als auch automatisch erfassen. Beim Controlling der Betriebsdaten werden möglichst aussagekräftige Prozessdaten ausgewählt, anhand derer ein bestimmungsgemäßer Betrieb direkt beurteilt werden kann. Bei einfachen Gebäuden mit geringer Technisierung sind dies Raumtemperaturen und die Temperaturen und Parameter der Heiz- und Lüftungsanlage.

## Verbrauchsdatencontrolling
Der Energieverbrauch des Gebäudes und nach Möglichkeit auch einzelner Gebäudeteile wird mindestens monatlich, langfristig in noch kürzeren Zeiträumen erfasst. Ziel dieses Vorgehens ist das Erkennen und möglichst schnelle Korrigieren von übermäßigen Verbräuchen. Mit der Bildung von Flächenkennwerten sollen Mehrverbräuche auffallen und Ansatzpunkte für eine detaillierte Analyse und Einsparmaßnahmen identifizierbar werden.

### Manuelle Erfassung
Bei der manuellen Erfassung von Verbrauchsdaten werden üblicherweise Ableselisten an Gebäudeverantwortliche versandt und die so ermittelten Ablesewerte von einem Administrator zusammengefasst und ausgewertet. Jede manuelle Erfassung bietet zunächst den Vorteil geringer Kosten, jedoch steigt der Arbeitsaufwand mit der Anzahl der Messstellen und der Ablesehäufigkeit. Die Möglichkeiten der Ursachenforschung bei Auffälligkeiten steigt jedoch mit der Häufigkeit der Ablesung. Daher steht der optimale Controllingerfolg immer einer Aufwandsbegrenzung entgegen. Das Verfahren ist in der Praxis ungenau, zeitaufwändig und fehleranfällig und somit nur bedingt geeignet.

### Automatische Erfassung
Spezielle Verbrauchszähler geben die Verbrauchsdaten über eine Datenfernübertragung kontinuierlich oder zu bestimmten Zeitpunkten an einen Zentralrechner weiter. Durch eine automatische Erfassung sind nach dem einmaligen Installationsaufwand Daten in fast beliebig kurzen Zeitabständen abrufbar, eine entsprechende Auflösung des Zählwerkes vorausgesetzt. Besonders wenn extra zu diesem Zweck Zähler eingebaut oder umgerüstet werden müssen, lohnt jedoch eine automatische Erfassung nur bei sehr großen Liegenschaften. Bei der Überwachung des Stromverbrauchs stellen automatische Zähler eine wertvolle Hilfe bei der Analyse nutzungsbedingter Schaltvorgänge dar, bleiben durch ihre Analysemöglichkeiten und Kosten aber wiederum größeren und komplexeren Gebäuden vorbehalten.

### Softwareunterstützung
Aufbau und Zweck dieser häufig so benannten „Energiemanagement“-Programme ist meist sehr ähnlich, nach der Eingabe der Gebäudestammdaten können die Verbräuche in unterschiedlichen Erfassungsintervallen zugeordnet werden und witterungsbereinigt grafisch oder tabellarisch ausgewertet werden. Wo bei kleinen Gebäuden notwendig, wird der Arbeitsaufwand zur Ermittlung manueller Ablesedaten sollte von einer guten Software gering gehalten. Hierzu werden die Ableselisten automatisch kurz vor dem Ablesezeitpunkt an den Gebäudeverantwortlichen gesendet. Idealerweise trägt dieser seine Daten gleich über das Internet direkt in das System ein und es wird gleich eine Plausibilitätskontrolle mit dem Ablesewert der Vorperiode durchgeführt. Das Programm verschickt automatisch eine Alarmemail, wenn die Eintragung nicht zu einem vorbestimmten Zeitpunkt erfolgt ist oder der Verbrauch über einem eingestellten Grenzwert liegt, die ganze routinemäßige Datenbeschaffung und Archivierung sollte automatisch funktionieren. Die Gradtagszahlbereinigung kann mittlerweile bei guten Programmen nicht nur direkt abgerufen werden, sondern auch die Gradtagszahl selber sollte von dem Programm automatisch beim Deutschen Wetterdienst besorgt werden.
Mit Blick auf die Erweiterung des Controllings auf automatisch ermittelte Lastgänge und andere Betriebsdaten, sollte auch eine Datenübernahme aus mindestens einem Datenloggersystem möglich und eine Anbindung an eine Gebäudeleittechnik, wie sie nachfolgend beschrieben wird, vorgesehen sein. Die Software muss hierfür entsprechend hochaufgelöste Trenddarstellungen zur Auswertung erstellen können.

## Controlling der Betriebsdaten
Durch die Entwicklung der EDV stehen mittlerweile ausreichend Übertragungsraten und Speichermöglichkeiten zur Verfügung, so dass das Energiecontrolling nicht mehr auf die Beobachtung des Energieverbrauchs reduziert werden muss. Die direkte Beobachtung aller Prozessparameter, im einfachsten Fall sind dies alle Temperaturen der Heizungsanlage einschließlich der Raumtemperaturen und der Außentemperatur sowie die Reglerausgänge der Heizkreise und Betriebssignale weiterer größerer Energieverbraucher, erlaubt eine direkte Beurteilung der technischen Anlagen, ohne über Verbrauchswerte auf technische Einstellungen rückschließen zu müssen.
Idealerweise wird die Datenerfassung über eine Gebäudeleittechnik (GLT) abgewickelt, da sich die Unterstationen der GLT im Heizraum zu den zentralen Kommunikationsbausteinen für die Anlagentechnik entwickelt haben. Die meisten Daten sind hier ohnehin für die Durchführung der Regelaufgabe technisch erfasst und werden häufig bereits an einen Zentralcomputer weitergegeben. Die typischen Fehler der Heizungsanlage, die zu Mehrverbräuchen führen werden mit diesen Daten direkt überwacht und können gegebenenfalls auch direkt kontrolliert werden. Dies betrifft im Besonderen zu hohe Raumtemperaturen oder Betrieb außerhalb der Nutzungszeiten. Die effektive Nutzung dieses Instrumentariums entscheidet in den allermeisten Fällen maßgeblich über die Realisierung und Stabilisierung der Einsparungen.